# Max Sasson
Max Sasson, född 5 september 2000, är en amerikansk professionell ishockeyforward som är kontrakterad till Vancouver Canucks i National Hockey League (NHL) och spelar för Abbotsford Canucks i American Hockey League (AHL).
Han har tidigare spelat för Western Michigan Broncos i National Collegiate Athletic Association (NCAA); Muskegon Lumberjacks, Cedar Rapids Roughriders och Waterloo Black Hawks i United States Hockey League (USHL) samt Brookings Blizzard i North American Hockey League (NAHL).
Sasson blev aldrig NHL-draftad.

## Statistik
| 2015–2016   | Honeybaked Hockey Club   |             | 56  | 15 | 17 | 32 | —   | —  | — | — | — | — |
| 2016–2017   | Oakland Jr. Grizzlies    | T1EHL       | 31  | 21 | 17 | 38 | 30  | 4  | 1 | 4 | 5 | 2 |
| 2017–2018   | Brookings Blizzard       | NAHL        | 59  | 11 | 14 | 25 | 30  | —  | — | — | — | — |
|             | Muskegon Lumberjacks     | USHL        | 1   | 0  | 0  | 0  | 0   | —  | — | — | — | — |
| 2018–2019   | Cedar Rapids Roughriders | USHL        | 62  | 8  | 9  | 17 | 49  | 6  | 2 | 3 | 5 | 4 |
| 2019–2020   | Cedar Rapids Roughriders | USHL        | 45  | 11 | 14 | 25 | 79  | —  | — | — | — | — |
| 2020–2021   | Waterloo Black Hawks     | USHL        | 48  | 20 | 29 | 49 | 50  | —  | — | — | — | — |
| 2021–2022   | Western Michigan Broncos | NCAA        | 37  | 9  | 13 | 22 | 18  | —  | — | — | — | — |
| 2022–2023   | Western Michigan Broncos | NCAA        | 38  | 15 | 27 | 42 | 18  | —  | — | — | — | — |
|             | Abbotsford Canucks       | AHL         | 7   | 1  | 1  | 2  | 4   | 6  | 1 | 0 | 1 | 0 |
| 2023–2024   | Abbotsford Canucks       | AHL         | 56  | 18 | 24 | 42 | 36  | 6  | 1 | 2 | 3 | 4 |
| 2024–2025   | Vancouver Canucks        | NHL         | 1   | 0  | 1  | 1  | 0   | —  | — | — | — | — |
|             | Abbotsford Canucks       | AHL         | 16  | 4  | 5  | 9  | 6   | —  | — | — | — | — |
| NHL totalt  | NHL totalt               | NHL totalt  | 1   | 0  | 1  | 1  | 0   | —  | — | — | — | — |
| AHL totalt  | AHL totalt               | AHL totalt  | 79  | 23 | 30 | 53 | 46  | 12 | 2 | 2 | 4 | 4 |
| NCAA totalt | NCAA totalt              | NCAA totalt | 75  | 24 | 40 | 64 | 36  | —  | — | — | — | — |
| USHL totalt | USHL totalt              | USHL totalt | 156 | 39 | 52 | 91 | 178 | 6  | 2 | 3 | 5 | 4 |